# ATI XGP
Статью о концепции портативной игровой консоли см. eXtreme Game Player (XGP)
ATI XGP (eXternal Graphics Platform, букв. Внешняя Графическая Платформа) — внешнее графическое решение для ноутбуков. Технология была анонсирована 4 июня 2008 на выставке Computex 2008 после анонса мобильной платформы под кодовым названием «Puma».

## Разработка
Первоначально проект был упомянут на сайте Hexus.net как побочный проект для графических карт серии R600. Получив кодовое название «Lasso» , проект подразумевал разработку внешнего графического решения на основе использования десктопных видеокарт, а обмен данными должен происходить по двум кабелям, что определено в спецификации внешней кабельной системы PCI-E (external cabling specification) (версии 1.0). Затем проект попал в т. н. ад разработки, получив неопределенный статус. В июне 2008, ближе к Computex 2008, в Интернете появились слухи о том, что AMD готовит внешнее графическое решение для ноутбуков, но с использованием закрытого решения соединения. ATI XGP официально было анонсировано 4 июня 2008 в рамках проходившей выставки Computex 2008.

## Описание технологии
Платформа XGP состоит из нескольких частей, включая в себя мобильную графическую карту серии Radeon HD, внешний корпус и закрытое решение соединения.

### Графическая часть
- Конфигурация с одним GPU
  - Mobility Radeon HD 3870 (ядро M88)
    - AVIVO HD с UVD
    - Встроенный HDCP

  - Mobility Radeon HD 5870 (ядро Broadway)
- Технология ATI CrossFire X (конфигурация с двумя GPU)
  - Mobility Radeon HD 3850 X2
  - Mobility Radeon HD 3870 X2

### Соединение

#### Обмен данными
- Закрытое решение соединения, разработанное совместно с JAE Electronics
  - Передача сигналов PCI-E 2.0 между XGP и ноутбуком
  - Совместимость с PCI-E 2.0
  - Возможность выбора между 8 линиями и 16 линиями
  - Обнаружение горячего подключения
  - AMD обладает одним годом на эксклюзивное использование коннектора [2]
- 2 USB 2.0
  - Подключение внешних дисковых проигрывателей
  - Подключение через сигнальные пары между южным мостом и USB-хабом по кабелю

#### Визуализация
- Поддержка до четырех дисплеев при использовании следующих разъемов:
  - DVI-I
  - HDMI
  - Дополнительный DisplayPort

## Продукты с поддержкой XGP
- Fujitsu-Siemens AMILO GraphicBooster[3]
- Acer DynaVivid
- Acer Ferrari One 200[4]